# 친위 쿠데타

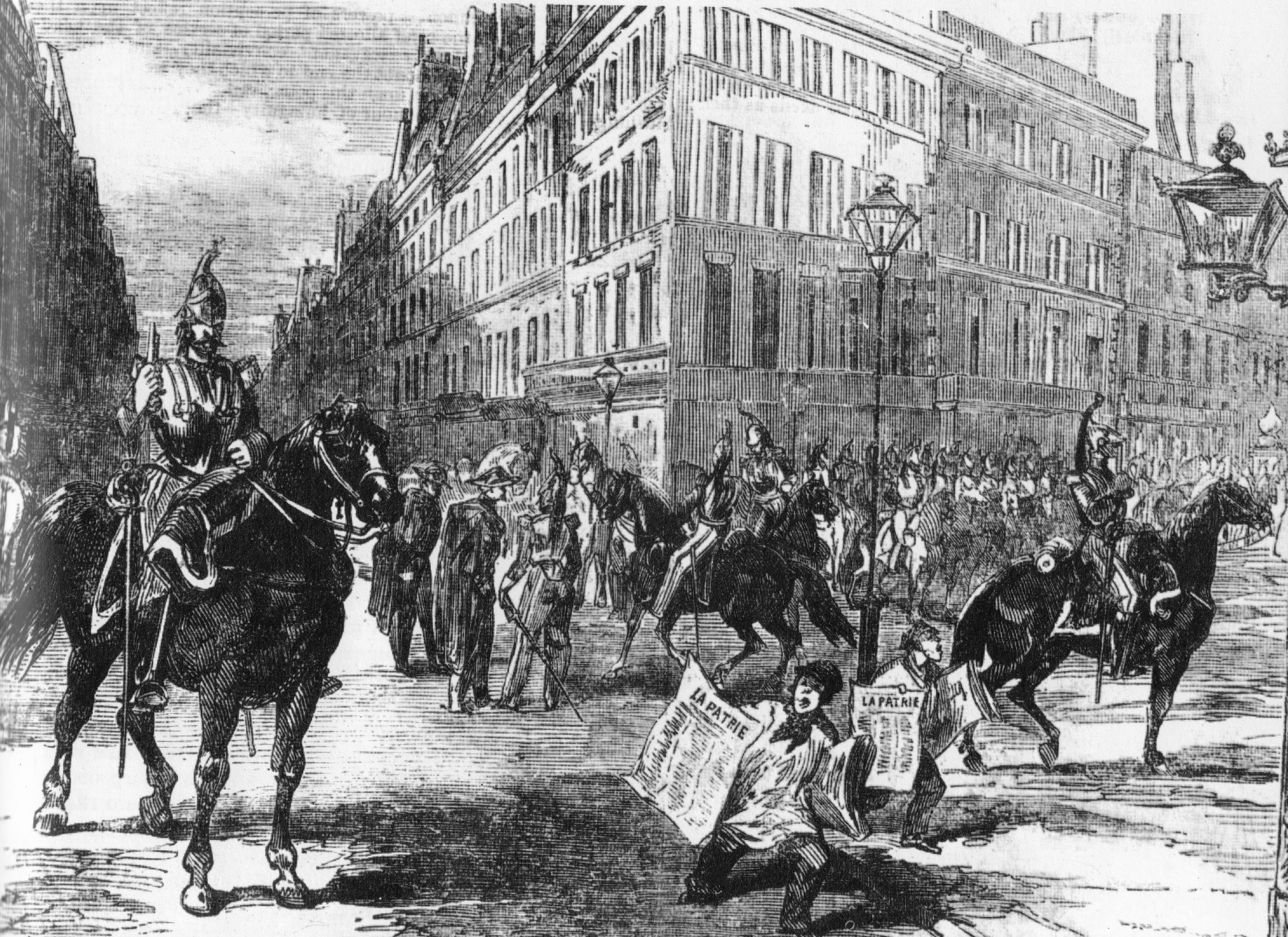
1851년 프랑스 쿠데타 당시 파리 거리에 있던 기병대. 프랑스 제2공화국에서 민주적으로 선출된 대통령 루이 나폴레옹 보나파르트가 독재 정권을 수립하고, 1년 후인 1852년에 프랑스 제2제국을 선포하며 황제에 즉위하였다.

친위 쿠데타(영어: self-coup 또는 autocoup) 또는 아우토골페(스페인어: autogolpe)는 합법적인 수단을 통해 집권한 정치 지도자가 더 큰 권력을 얻기 위해 불법적인 수단으로 스스로 벌이는 쿠데타이다. 위로부터의 쿠데타(영어: coup from the top)라고도 한다. 보통 입법부를 해체(의회 해산)하거나 정상적인 상황에서는 허용되지 않는 극도로 강력한 권력(불법적인 비상 권한 행사)을 행사할 수도 있다. 다른 조치로는 국가의 헌법을 무효화하고, 법원의 기능을 정지시키고, 정부 수반에게 독재적 권한을 부여하는 것이 포함될 수 있다. 친위 쿠데타가 성공할 경우 대부분 그 지도자는 독재자가 된다.
1946년부터 2021년 초까지 약 148건의 친위 쿠데타 시도가 발생했으며, 이 중 110건은 독재 국가에서, 38건은 민주주의 국가에서 발생했다.

## 친위 쿠데타로 기술된 주목할만한 사건 목록
| 쿠데타 일자                                             | 쿠데타 발발 국가     | 쿠데타를 한 지도자 | 쿠데타를 한 지도자            | 쿠데타 당시 직위    | 쿠데타 이후 직위   | 참조                                                       |
| ------------------------------------------------------- | -------------------- | ------------------ | ----------------------------- | ------------------- | ------------------ | ---------------------------------------------------------- |
| 기원전 81년경                                           | 로마 공화정          |                    | 루키우스 코르넬리우스 술라    | 집정관              | 독재관             |                                                            |
| 기원전 50년 ~ 기원전 48년 (카이사르의 내전)             | 로마 공화정          |                    | 율리우스 카이사르             | 집정관              | 독재관             |                                                            |
| 1333년 6월 (겐무 신정)                                  | 가마쿠라 막부        |                    | 고다이고 천황                 | (실권 없는) 군주    | 전제군주           |                                                            |
| 1772년 8월 19일 (자유 시대 종말)                        | 스웨덴 왕국          |                    | 구스타프 3세                  | 입헌군주            | 전제군주           |                                                            |
| 1822년 10월 31일                                        | 멕시코 제1제국       |                    | 아구스틴 1세                  | 입헌군주            | 전제군주           |                                                            |
| 1851년 12월 2일                                         | 프랑스 제2공화국     |                    | 샤를 루이 보나파르트 나폴레옹 | 대통령              | 황제               | [ 5 ]                                                      |
| 1856년 9월 1일-11월 2일 (천경사변)                      | 태평천국             |                    | 홍수전                        | 천왕                | 천왕               |                                                            |
| 1857년 12월 17일                                        | 멕시코 제1공화국     |                    | 이그나시오 코몬포르트         | 대통령              | 대통령             |                                                            |
| 1891년 11월 3일                                         | 브라질 제1공화국     |                    | 데오도루 다 폰세카            | 대통령              | 대통령             |                                                            |
| 1913년 10월 7일                                         | 멕시코               |                    | 빅토리아노 우에르타           | 대통령              | 대통령             |                                                            |
| 1925년 1월 3일                                          | 이탈리아 왕국        |                    | 베니토 무솔리니               | 국무총리            | 두체               |                                                            |
| 1933년 3월 23일 (전권 위임법)                           | 독일국               |                    | 아돌프 히틀러                 | 국가수상            | 지도자 겸 국가수상 |                                                            |
| 1933년 3월 ~ 1934년 5월                                 | 오스트리아 제1공화국 |                    | 엥겔베르트 돌푸스             | 총리                | 총리               |                                                            |
| 1933년 3월 31일                                         | 우루과이             |                    | 가브리엘 테라                 | 대통령              | 대통령             |                                                            |
| 1934년 3월 12일                                         | 에스토니아           |                    | 콘스탄틴 패츠                 | 수상                | 수상               |                                                            |
| 1934년 5월 15일                                         | 라트비아             |                    | 카를리스 울마니스             | 수상                | 대통령             |                                                            |
| 1934년 6월 30일 (장검의 밤)                             | 독일국               |                    | 아돌프 히틀러                 | 지도자 겸 국가수상  | 지도자 겸 국가수상 |                                                            |
| 1936년 2월                                              | 칠레                 |                    | 아르투로 알레산드리 팔마      | 대통령              | 대통령             |                                                            |
| 1936년 8월 4일 (8월 4일 체제)                           | 그리스 왕국          |                    | 요안니스 메탁사스             | 수상                | 수상               |                                                            |
| 1937년 11월 10일                                        | 브라질 제1공화국     |                    | 제툴리우 바르가스             | 대통령              | 대통령             |                                                            |
| 1939년 4월 24일                                         | 볼리비아             |                    | 게르만 부시                   | 대통령              | 대통령             |                                                            |
| 1940년 2월 18일                                         | 파라과이             |                    | 호세 펠릭스 에스티가리비아    | 대통령              | 대통령             |                                                            |
| 1942년 2월 21일                                         | 우루과이             |                    | 알프레도 발도미르 페라리      | 대통령              | 대통령             |                                                            |
| 1944년 8월 23일                                         | 루마니아 왕국        |                    | 미하이 1세                    | 왕                  | 왕                 | [ 6 ]                                                      |
| 1946년 3월 30일                                         | 에콰도르             |                    | 호세 마리아 벨라스코 이바라   | 대통령              | 대통령             |                                                            |
| 1947년 1월 13일                                         | 파라과이             | 파일:Hmorinigo.jpg | 이히니오 모리니호             | 대통령              | 대통령             |                                                            |
| 1951년 5월 16일                                         | 볼리비아             |                    | 마메르토 우리올라고이티아     | 대통령              | 대통령             | [ 7 ]                                                      |
| 1952년 5월 26일 ~ 7월 4일 (부산 정치 파동)              | 대한민국 제1공화국   |                    | 이승만                        | 대통령              | 대통령             |                                                            |
| 1953년 4월 ~ 1954년 9월 21일                            | 파키스탄 자치령      |                    | 말리크 굴람 무함마드          | 총독                | 총독               | [ 8 ] [ 9 ]                                                |
| 1959년 7월 5일                                          | 인도네시아           |                    | 수카르노                      | 대통령              | 종신대통령         | [ 10 ]                                                     |
| 1960년 5월 20일                                         | 모로코               |                    | 무함마드 5세                  | 국왕                | 국왕               |                                                            |
| 1960년 12월 15일                                        | 네팔 왕국            |                    | 마헨드라                      | 입헌군주            | 전제군주           |                                                            |
| 1962년 12월 12일                                        | 브루나이             |                    | 오마르 알리 사이푸딘 3세      | 술탄                | 술탄               |                                                            |
| 1965년 6월 7일                                          | 모로코               |                    | 하산 2세                      | 국왕                | 국왕               |                                                            |
| 1966년 2월 22일 ~ 23일                                  | 우간다               |                    | 아폴로 밀턴 오보테            | 수상                | 수상               |                                                            |
| 1970년 1월 30일                                         | 레소토               |                    | 레아부아 조나단               | 수상                | 수상               |                                                            |
| 1970년 6월 22일                                         | 에콰도르             |                    | 호세 마리아 벨라스코 이바라   | 대통령              | 대통령             |                                                            |
| 1971년 11월 17일                                        | 태국                 |                    | 타놈 끼띠카쫀                 | 수상                | 수상               |                                                            |
| 1972년 9월 23일                                         | 필리핀               |                    | 페르디난드 마르코스           | 대통령              | 대통령             | [ 5 ] [ 11 ]                                               |
| 1972년 10월 17일 ~ 12월 27일 (10월 유신)                | 대한민국 제3공화국   |                    | 박정희                        | 대통령              | 대통령             | [ 12 ]                                                     |
| 1973년 4월 12일                                         | 에스와티니           |                    | 소부자 2세                    | 국왕                | 국왕               |                                                            |
| 1973년 6월 27일 (1973년 우루과이 쿠데타)                | 우루과이             |                    | 후안 마리아 보르다베리        | 대통령              | 대통령             | [ 2 ]                                                      |
| 1974년 2월 8일                                          | 오트볼타             |                    | 상굴레 라미자나               | 대통령              | 대통령             |                                                            |
| 1974년 11월 7일                                         | 볼리비아             |                    | 우고 반젤 후아레즈            | 대통령              | 대통령             |                                                            |
| 1975년 6월 25일 (비상사태)                              | 인도                 |                    | 인디라 간디                   | 수상                | 수상               |                                                            |
| 1975년 8월 26일                                         | 바레인               |                    | 이사 빈 살만 알할리파         | 아미르              | 아미르             |                                                            |
| 1981년 12월 13일                                        | 폴란드 인민 공화국   |                    | 보이치에흐 야루젤스키         | 국방성 장관         | 서기장             |                                                            |
| 1992년 4월 5일                                          | 페루                 |                    | 알베르토 후지모리             | 대통령              | 대통령             | [ 13 ]                                                     |
| 1993년 9월 21일 ~ 10월 4일 (1993년 러시아 체제 위기)    | 러시아               |                    | 보리스 옐친                   | 대통령              | 대통령             | [ 14 ] [ 15 ] [ 16 ] [ 17 ]                                |
| 1994년 8월 17일                                         | 레소토               |                    | 레치에 3세                    | 국왕                | 국왕               |                                                            |
| 1997년 7월                                              | 캄보디아             |                    | 훈 센                         | 총리                | 총리               | [ 18 ] [ 19 ]                                              |
| 2002년 10월 4일 2005년 2월 1일                          | 네팔 왕국            |                    | 갸넨드라                      | 국왕                | 국왕               |                                                            |
| 2007년 11월 3일                                         | 파키스탄             |                    | 페르베즈 무샤라프             | 대통령              | 대통령             |                                                            |
| 2009년 6월 29일                                         | 니제르               |                    | 마마두 탄자                   | 대통령              | 대통령             |                                                            |
| 2017년 3월 27일                                         | 베네수엘라           |                    | 니콜라스 마두로               | 대통령              | 대통령             | [ 20 ]                                                     |
| 2019년 9월 30일                                         | 페루                 |                    | 마르틴 비스카라               | 대통령              | 대통령             | [ 21 ] [ 22 ] [ 23 ]                                       |
| 2020년 2월 29일                                         | 말레이시아           |                    | 무히딘 야신                   | 총리                | 총리               | [ 24 ]                                                     |
| 1999년 12월 31일 2020년 7월 4일 2020년 러시아 헌법 개정 | 러시아               |                    | 블라디미르 푸틴               | 대통령              | 대통령             | [ 25 ] [ 26 ] [ 27 ]                                       |
| 2021년 5월 1일                                          | 엘살바도르           |                    | 나이브 부켈레                 | 대통령              | 대통령             | [ 28 ]                                                     |
| 2021년 7월 25일                                         | 튀니지               |                    | 카이스 사이에드               | 대통령              | 대통령             | [ 29 ] [ 30 ] [ 31 ]                                       |
| 2021년 10월 25일                                        | 수단                 |                    | 압델 파타 알브르한            | 과도주권위원회 의장 |                    | [ 32 ]                                                     |
| 2024년 12월 3일 ~ 4일 (12.3 쿠데타)                     | 대한민국 제6공화국   |                    | 윤석열                        | 대통령              | [ 33 ]             | 친위 쿠데타 실패 국회에서 탄핵 의결 후 내란 수괴로 수사 중 |

## 친위 쿠데타 시도로 기술된 주목할만한 사건 목록
| 쿠데타 일자                                                                          | 쿠데타 발발 국가 | 쿠데타를 한 지도자 | 쿠데타를 한 지도자     | 쿠데타 당시 직위 | 쿠데타 이후 직위      | 참조                                             |
| ------------------------------------------------------------------------------------ | ---------------- | ------------------ | ---------------------- | ---------------- | --------------------- | ------------------------------------------------ |
| 260년                                                                                | 중국 위나라      |                    | 조모                   | 황제             | (쿠데타 실패)         |                                                  |
| 1993년 5월 25일 ~ 6월 5일 (과테말라 헌정 위기)                                       | 과테말라         |                    | 호르헤 세라노 엘리아스 | 대통령           | 쿠데타 실패, 국외도주 | [ 35 ]                                           |
| 2001년 7월 1일 ~ 25일                                                                | 인도네시아       |                    | 압두라만 와힛          | 대통령           | 탄핵                  | [ 36 ]                                           |
| 2020년 2월 23일 ~ 3월 1일                                                            | 말레이시아       |                    | 마하티르 빈 모하맛     | 총리             | 총리                  | [ 37 ]                                           |
| 2020년 11월 4일 ~ 2021년 1월 6일 2020년 미국 대통령 선거 패배 후                     | 미국             |                    | 도널드 트럼프          | 대통령           | 대통령                | [ 38 ] [ 39 ] [ 40 ]                             |
| 2022년 12월 7일                                                                      | 페루             |                    | 페드로 카스티요        | 대통령           |                       | [ 41 ]                                           |
| 2022년 10월 30일 ~ 2022년 12월 31일 2023년 1월 8일 2022년 브라질 대통령 선거 패배 후 | 브라질           |                    | 자이르 보우소나루      | 대통령           |                       | [ 42 ] [ 43 ]                                    |
| 2023년 이스라엘 사법 개혁 2022년 12월 29일에 총리에 취임한 이후                      | 이스라엘         |                    | 베냐민 네타냐후        | 총리             | 총리                  | [ 44 ] [ 45 ] [ 46 ] [ 47 ] [ 48 ] [ 49 ] [ 50 ] |

## 같이 보기
- 쿠데타
- 헌법 쿠데타
- 소프트 쿠데타

## 더 읽을거리
- Arthur A Goldsmith. 2024. "Power Grabs from the Top: A Database of Self-Coups." International Studies Quarterly, Volume 68, Issue 4